# 1 Armia Powietrzna

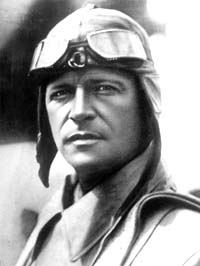
Gen. por. Michaił Gromow, jeden z dowódców 1 Armii Powietrznej

1 Armia Powietrzna (ros. 1-я воздушная армия)  – jedna z armii lotniczych Armii Radzieckiej z okresu II wojny światowej.

## Formowanie i walki
1 Armię Powietrzną utworzono w 1942 roku. W 1943 roku brała udział w bitwie kurskiej (5 lipca - 23 sierpnia 1943). W tym czasie dowództwo 1 Armii Powietrznej tworzyli oficerowie: dowódca Michaił Gromow, zastępca dowódcy do spraw politycznych I. Liwinienko, szef sztabu A. Pronin oraz szef zarządu politycznego P. Duchnowski. Następnie uczestniczyła w działaniach bojowych prowadzonych przez 3 Front Białoruski który powstał 19 kwietnia 1944 roku przez przemianowanie Frontu Zachodniego. 

## Dowódcy armii
- gen. por. Timofiej Kucewałow
- gen. por. Michaił Gromow